# Renault V9X
Il Renault V9X è un motore diesel per uso automobilistico prodotto dal 2008 al 2016 dalla casa automobilistica francese Renault.

## Caratteristiche
Questo motore nasce da una costola del 2 litri turbodiesel common rail M9R, del quale riprende circa il 25% della componentistica. Il motore V9X ha quindi origini nipponiche, dal momento che il motore M9R è prima di tutto un motore Nissan. Cambia però l'architettura generale: il motore V9X, infatti, non è un 4 cilindri, bensì un V6, destinato dapprima ad affiancare ed in seguito a sostituire l'equivalente V6 a gasolio P9X prodotto da un'altra Casa giapponese, la Isuzu.
Il motore V9X debutta al Salone di Francoforte del 2008: il primo modello che lo ha impiegato è stata la Renault Laguna Mk3 Coupé 3.0 dCi, lanciata circa un mese dopo. In seguito, il range delle sue applicazioni si è esteso ad altri modelli del gruppo Renault-Nissan.
Si tratta di un motore dalle grandi prestazioni, progettato per ridurre la rumorosità e le emissioni inquinanti. I collettori di scarico sono stati progettati per ridurre le perdite di potenza.
L'alimentazione è ovviamente ad iniezione diretta (a 1800 bar), come su tutti i common rail, e fa uso di iniettori piezoelettrici a sette fori.
Queste sono le caratteristiche con cui il motore V9X ha debuttato:
- architettura a 6 cilindri a V;
- basamento in ghisa;
- testata in lega di alluminio;
- alesaggio e corsa: 84x90 mm;
- cilindrata: 2993 cm³;
- distribuzione a due assi a camme in testa per bancata;
- rapporto di compressione: 16:1;
- potenza massima: 235 CV a 3750 giri/min;
- coppia massima: 450 Nm a 1500 giri/min.

Il motore V9X declinato in tale configurazione è stato montato sulla Renault Laguna III 3.0 dCi V6, prodotta dal 2008 al 2015.
In seguito, però, questa unità motrice è stata resa leggermente più performante. A tale scopo, la potenza è stata portata a 238 CV a 4000 giri/min, mentre la coppia massima ha avuto l'impennata maggiore, raggiungendo 550 Nm a 1750 giri/min. Con queste caratteristiche, il 3 litri V9X è stato montato su:
- Infiniti EX30d e QX50 3.0d (2010-16);
- Infiniti FX30d e QX70 3.0d (2010-16);
- Infiniti M30d e Q70 3.0d (2010-14);
- Nissan Pathfinder (2010-12);
- Nissan Navara (2010-11);
- Renault Latitude Mk1 3.0 dCi (2010-15).

Dal 2011, la cilindrata di questo motore è stata ridotta su alcune applicazioni a 2991 cm³, mentre la potenza subì anch'essa una lieve flessione, fermandosi a 231 CV a 3750 giri/min. La coppia massima invece rimase invariata. Così configurato, il motore V9X è stato montato sotto il cofano delle Nissan Navara Mk3 3.0 dCi (2011-15).